# Angelina Muñiz-Huberman

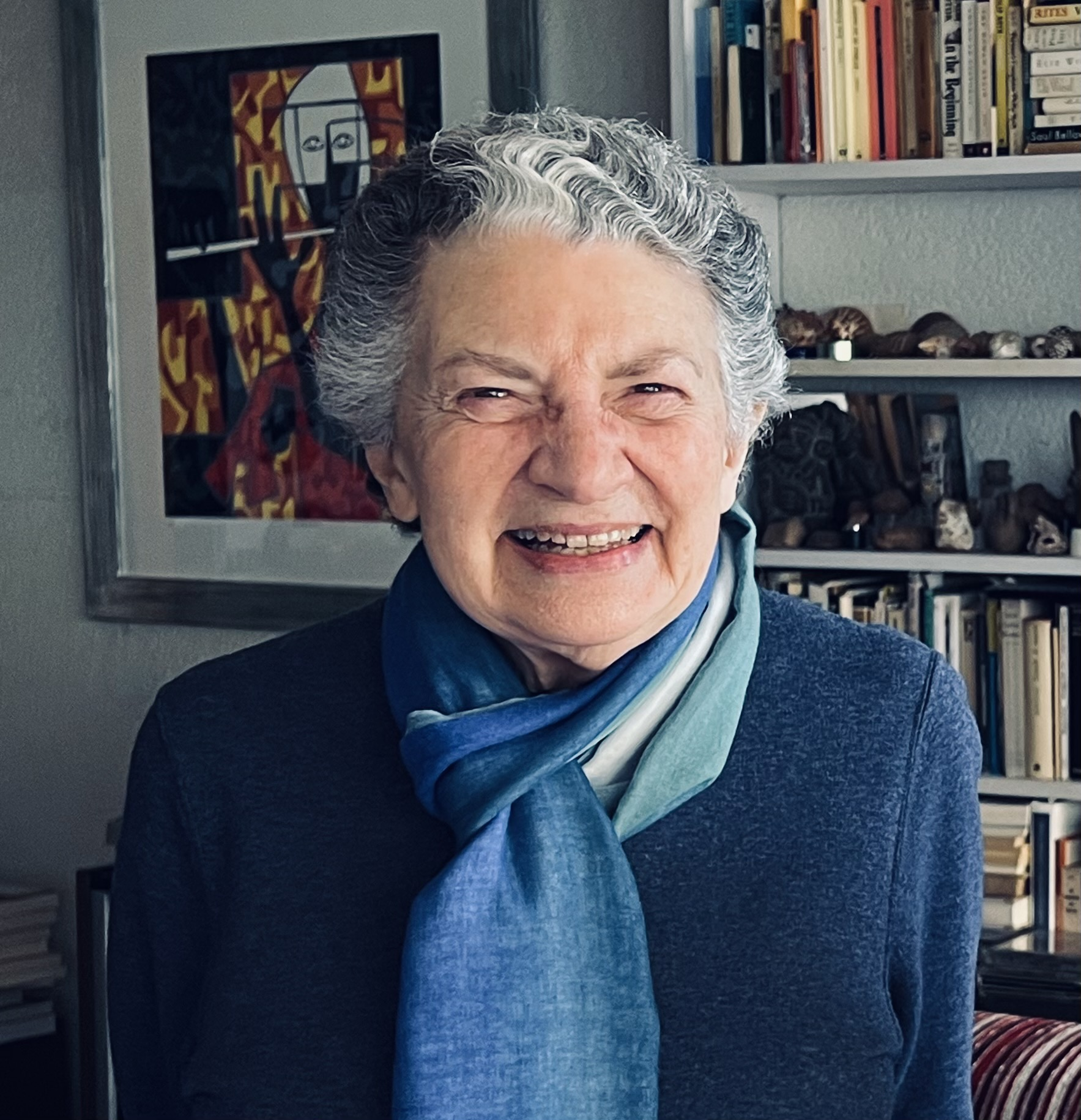
Angelina Muñiz-Huberman

Angelina Muñiz-Huberman (geb. 29. Dezember 1936 in Hyères, Frankreich) ist eine mexikanische Schriftstellerin, Dichterin, Essayistin und Literaturwissenschaftlerin. Ihr umfangreiches literarisches Werk umfasst Romane, Erzählungen, Gedichte und Essays und behandelt häufig Themen wie das sephardische Judentum, Identität, Exil und Mystik. Seit 2021 ist sie Mitglied der Academia Mexicana de la Lengua.

## Leben
Muñiz-Huberman wurde 1936 im französischen Hyères geboren. Ihre Eltern waren spanische Flüchtlinge, die aufgrund des spanischen Bürgerkriegs zunächst in Frankreich Schutz suchten und später über Kuba nach Mexiko auswanderten. Im Jahr 1954 nahm Muñiz-Huberman die mexikanische Staatsbürgerschaft an.
Sie studierte Literaturwissenschaft an der Universidad Nacional Autónoma de México (UNAM) und promovierte dort in spanischer Literatur. Zusätzlich erwarb sie Promotionen in Romanistik an der University of Pennsylvania und der City University of New York. Zudem schloss sie Kurse in Philologie und Literatur am Colegio de México ab. Muñiz-Huberman war langjährige Professorin für vergleichende Literaturwissenschaft an der Fakultät für Philosophie und Literaturwissenschaft der UNAM und spezialisierte sich auf mittelalterliche Literatur und sefardische Studien.
In ihrer Kindheit offenbarte ihre Mutter ihr die jüdisch-sefardische Herkunft der Familie, was später zu ihrer Beschäftigung mit der jüdischen Kultur und schließlich zu ihrer formellen Konversion zum Judentum führte.
Muñiz-Huberman ist mit Alberto Huberman verheiratet, einem kubanischen Arzt, mit dem sie seit 1959 in Mexiko lebt.

## Wirken
Ihre literarische Produktion ist von den Themen Exil, Identität und mystischen Traditionen geprägt, insbesondere dem sefardischen Judentum, der Kabbala und dem Krypto-Judentum. Sie gilt als eine der bedeutendsten Literatinnen Lateinamerikas auf diesem Gebiet und hat die sefardischen Studien in Mexiko entscheidend geprägt.
Ihr erster Roman Morada interior (1972) behandelt symbolhaft das Thema der verborgenen jüdischen Identität anhand der Mystikerin Teresa von Ávila. Andere bedeutende Werke sind der auf den Reisen des jüdischen Entdeckers Benjamin von Tudela basierende Roman El mercader de Tudela (1998) sowie der Roman Dulcinea encantada (1992), für den sie den Premio Sor Juana Inés de la Cruz erhielt.
Neben ihren Romanen veröffentlichte sie Gedichte und Essays, die sich häufig mit autobiografischen und historischen Themen auseinandersetzen. Ihre Werke sind auch in zahlreichen Anthologien vertreten und wurden in mehrere Sprachen übersetzt.
Muñiz-Huberman wurde vielfach ausgezeichnet, darunter mit dem Premio Xavier Villaurrutia (1985), dem Premio Nacional de Artes y Literatura (2018) und dem Premio José Fuentes Mares (1997). 2021 wurde sie Mitglied der Academia Mexicana de la Lengua.